# Sofie Van de Velde
Sofie Van de Velde (Antwerpen, 30 december 1971) is een Belgische galeriehoudster en ondernemer. Ze werd in Vlaanderen bij het grote publiek bekend als "dealer" in het programma Stukken van mensen op Play4.

## Jeugd en opleiding
Sofie Van de Velde is de oudste dochter van Ronny en Jessy Van de Velde. Ronny Van de Velde (°1953) is een invloedrijke Antwerpse galeriehouder, kunsthandelaar, kunstexpert, auteur en curator.  Sofie Van de Velde was hierdoor vanaf haar prille jeugd vertrouwd met kunst en de kunstwereld.
Tijdens haar middelbare studies vertoonde ze een eerder rebels karakter, waardoor ze in het beroepsonderwijs terechtkwam. In de laatste twee jaar van haar studies handel-etalage liep ze stage in de galerie van haar ouders. Zij had echter problemen met het competitieve karakter binnen de kunstsector en zag haar toekomst niet in de kunsthandel, maar wel in de sociale sector.
Op 18-jarige leeftijd ging Van de Velde zelfstandig wonen. Ze studeerde overdag aan de Karel de Grote Hogeschool in Antwerpen en zorgde met avondwerk voor haar bestaansmiddelen. Ze behaalde in 1992 haar diploma van maatschappelijk assistente met een scriptie over generatiearmoede.

## Sociale sector en pedagoge
In 1995 startte ze als maatschappelijk assistente bij het CLB (Centrum voor Leerlingenbegeleiding) van Antwerpen. Hiermee koos ze expliciet voor de sociale sector waarin ze ongeveer 17 jaar actief zou blijven. Haar activiteiten in de kunstwereld beperkten zich tot de weekends met bezoeken aan musea en deelname aan grote kunstveilingen in opdracht van haar vader.
Van de Velde specialiseerde zich in de begeleiding van jongeren die zware feiten hadden gepleegd en zich in een problematische opvoedingssituatie bevonden. Ondertussen volgde ze een lerarenopleiding in het avondonderwijs. Gedurende haar verdere loopbaan in de sociale sector bleef ze pedagogische studies en werk combineren. In 2009, op 38-jarige leeftijd, behaalde ze een master in de onderwijswetenschappen aan de universiteit van Antwerpen. Zij werd stedelijk spijbelambtenaar en adviseur voor het onderwijsbeleid. Daarnaast werd ze deeltijds docent aan de Karel de Grote Hogeschool.
In 2010 kreeg ze van de stad Antwerpen het aanbod voor een functie bij het stedelijk CLB. Ze ging niet in op dit aanbod omdat haar vader op dat moment zwaar ziek was geworden en haar vroeg om de leiding van zijn galerie over te nemen.

## Ondernemer
Vanaf begin 2011 beheerde Sofie Van de Velde de Galerie Ronny Van de Velde van haar ouders en zette al haar activiteiten in de sociale sector stop. Ronny Van de Velde genas onverwacht snel en kon de leiding van de galerie terug overnemen. Sofie had ondertussen de keuze gemaakt om definitief in de kunstwereld te blijven en niet naar de sociale sector terug te keren. Zij bleef nog enige tijd actief in de galerie van haar ouders, onder andere voor de opstart van een nieuwe galerie in Knokke.
Tijdens deze samenwerking bleek dat vader en dochter voor een verschillende benadering van de taak van een galeriehouder kozen.  Hierdoor verliet Sofie Van de Velde in 2013 de galerie van haar vader om een eigen galerie, de Gallery Sofie Van de Velde, te starten. Ze bleven evenwel nauw samenwerken.
In haar visie heeft de galeriehouder naast het commercieel aspect ook een sociale verantwoordelijkheid tegenover de kunstenaars die hij of zij vertegenwoordigt.  In interviews verklaart ze dat ze als ondernemer de taak heeft om in de nodige faciliteiten en ondersteuning te voorzien waardoor de kunstenaars naar een hoger artistiek niveau kunnen evolueren. Als ondernemer streeft ze ook naar meer samenwerking binnen de kunstwereld.
Zij bezit twee galerieën, de Gallery Sofie Van de Velde Zuid op de Vlaamse Kaai en de Gallery Sofie Van de Velde Nieuw Zuid in de Leon Stynenstraat, beide in Antwerpen. De Gallery Sofie Van de Velde Nieuw Zuid ontving in 2018 de  "Innovation and Creativity Award" als meest innovatieve galerie van Europa. Haar eerste galerie die ze in 2013 in haar woonhuis in de Lange Leemstraat oprichtte werd in 2017 gesloten voor het publiek. De galerieën richten zich tot opkomende en gevestigde kunstenaars en nalatenschappen van een aantal recent overleden kunstenaars.

## Mandaten
Van juni 2020 tot augustus 2023 was ze voorzitter van de FEAGA, de "Federation of European Art Galleries Associations", de federatie van alle Europese galerieën. Sinds september 2023 is ze ondervoorzitter van deze vereniging.
Zij is voorzitster van BUP, de "Belgische Vereniging van Moderne en Hedendaagse Kunstgaleries". 
Ze zetelt in verschillende nationale en internationale commissies en overlegorganen. Ze ijvert voor een betere bescherming van de kunstenaar. Ze was nauw betrokken bij het ontwikkelen van de in 2023 geïntroduceerde internationale gedragscode van de galeriehouder ("Gallery Fair Practice Code").

## Media
Sofie Van de Velde is sinds 2019 bekend als een van de vaste kunsthandelaars ("dealers") in het programma Stukken van mensen op Play 4. Met haar deelname wil ze bijdragen om de kunst transparanter en toegankelijker te maken. In 2024 was ze een van de kunsthandelaars die gevolgd werden in de spin-off Stukken van dealers.
In november 2023 was zij de centrale gast in Alleen Elvis blijft bestaan, een VRT CANVAS-programma waarin presentator Thomas Vanderveken gedurende 90 minuten een gesprek met een bekende persoon voert rond negen beeldfragmenten.
Als bekende Vlaming trad zij in 2021 op als jurylid in het eindejaarsprogramma Vrede op aarde van Sven De Leijer op VRT 1. Ze was in 2022 te gast in De Tafel van Gert en in 2023 in Winteruur en Zingen is goud.
Daarnaast komt ze regelmatig aan bod op de nationale radio, zoals in Touché en Culture Club op Radio 1, en is ze een veelgevraagde gast voor interviews in Vlaamse kranten en tijdschriften.

## Privé
Sofie Van de Velde woont in Antwerpen in een herenhuis in eclectische stijl uit 1904. Hier had ze tot 2017 ook haar eerste galerie. Zij is sinds 2009 de partner van Steve Brouwers, creatief ondernemer en regisseur en heeft twee kinderen en twee pluskinderen. Zij heeft een zuster. Haar broer Wouter Van de Velde, mede-galeriehouder van de Galerie Ronny Van de Velde in Knokke-Heist, overleed plots in juni 2022. Ten gevolge van dit overlijden werd deze galerie stopgezet.

## Auteur
In 2021 verscheen haar boek "Expeditie kunst" over de vooroordelen en misvattingen over kunst, met praktische tips voor het starten van een kunstverzameling.